# Untersambach
Untersambach ist ein Gemeindeteil des Marktes Wiesentheid im unterfränkischen Landkreis Kitzingen und eine Gemarkung im ADBV-Amtsbezirk Würzburg.

## Geografische Lage
Das Kirchdorf Untersambach liegt im Südosten des Wiesentheider Gemeindegebietes im Tal des Sambachs, einem Oberlauf des Castellbachs. Der Hauptort der Gemeinde liegt etwa drei Kilometer nordwestlich. Im Abstand von etwa zwei Kilometer liegen die Orte Geesdorf (N), Rüdern (NO) und Abtswind (S). Nächstgelegene größere Städte sind Gerolzhofen mit einer Entfernung von etwa 13 Kilometern und Kitzingen, das ungefähr 17 Kilometer entfernt ist.
Die Gemarkung Untersambach mit der Nummer 1157 hat eine Fläche von etwa 595 Hektar und liegt vollständig im Gemeindegebiet von Wiesentheid im Landkreis Kitzingen. Ihre benachbarten Gemarkungen sind im Norden Geesdorf und Rüdern, Gräfenneuses im Osten, Abtswind im Süden und Wiesentheid im Westen. Die Gemarkung bildet die Südostspitze des Gemeindegebiets von Wiesentheid. Auf ihr liegen die Wiesentheider Gemeindeteile Obersambach, Untersambach und Untersambacher Mühle.

## Geschichte

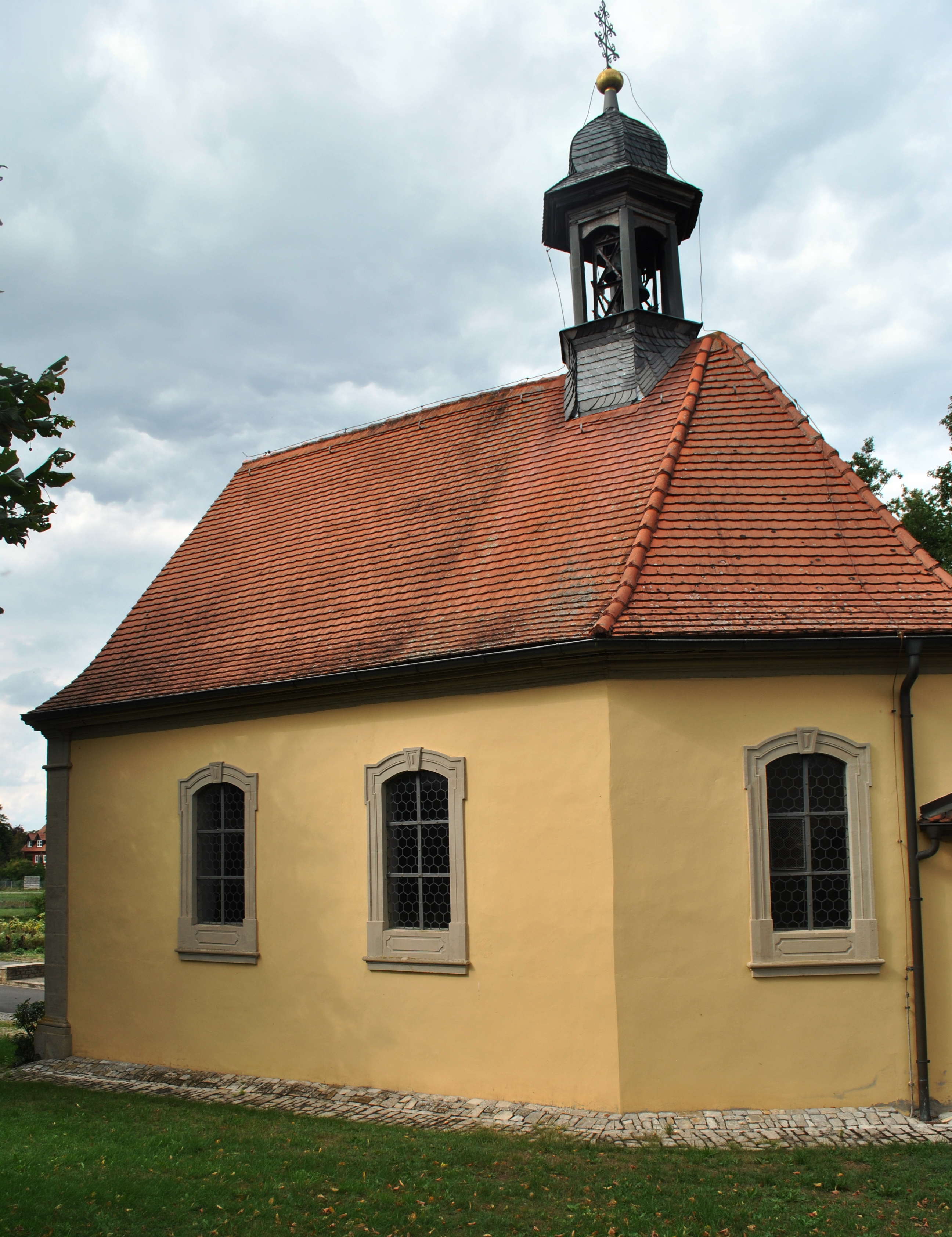
Die Kirche St. Barbara

Im Mittelalter war Untersambach lange Zeit Teil des Hochstifts Würzburg, bevor die Grafen von Castell das Dorf als Lehen erhielten. Es folgte das Adelsgeschlecht der Fuchs von Bimbach, die im Ort belehnt wurden. Namensgebend war der den Ort von Ost nach West durchfließende Sambach. Im Dreißigjährigen Krieg wurde Untersambach von den schwedischen Truppen fast vollständig ausgelöscht. Die Sage berichtet, dass nur eine alte Frau das Massaker überlebt haben soll.
Untersambach wurde im 19. Jahrhundert eine bayerische Landgemeinde. Sie hatte eine Fläche von 328,66 Hektar (1964), bestand aus den beiden Orten Untersambach und Untersambacher Mühle und hatte 182 Einwohner (1961), 178 davon im Kirchdorf Untersambach. Die Gemeinde Untersambach wurde zum 1. Mai 1978 in die Gemeinde Wiesentheid eingegliedert.

## Politik
Bereits in der Frühen Neuzeit hatte das Dorf mit dem sogenannten Schultheißen einen Vorsteher, der von der Obrigkeit bestimmt wurde. So sind im Jahr 1767 die Schultheißen Andreas Seyler, Philipp Karl Leuxner und Jörg Rösner überliefert. Nach der Auflösung des Hochstifts Würzburg erhielt das Dorf einen Vorsteher, der von einem Teil der Bevölkerung gewählt wurde. Die Vorsteher wechselten häufig, wobei Franz Knauer zweimal, 1831 und 1845, zum Ortsvorstand gewählt wurde. Ab 1882 erhielt das Dorf einen Bürgermeister.
| Johann Schramm     | 1882–1894 |                                                            |
| Adam Berthold      | 1894–1900 |                                                            |
| Heinrich Burger    | 1900–1924 |                                                            |
| Hermann Burger     | 1933–1945 | Von der amerikanischen Militärregierung abgesetzt          |
| Andreas Stöckinger | 1945–1948 |                                                            |
| Johann Hünnerkopf  | 1948–1960 |                                                            |
| Ernst Hünnerkopf   | 1960–1978 | Vater des bayerischen Landtagsabgeordneten Otto Hünnerkopf |

## Kultur und Sehenswürdigkeiten

### Baudenkmäler
Die Filialkirche des Dorfes entstand um 1771 und ist der heiligen Barbara geweiht. Die Glocken hängen in einem kleinen, sechseckigen Dachreiter. Der Altar, wohl von einem Vorgängerbau, stammt aus dem 17. Jahrhundert, eine Madonnenfigur kann der Gotik des 16. Jahrhunderts zugeordnet werden. Auf einem Bildstock des Jahres 1839 in Form einer Pyramide sind die 14 Nothelfer dargestellt.
In Untersambach hat sich die Dorflinde aus dem 19. Jahrhundert erhalten. Ein typisches fränkisches Hoftor mit Pinienaufsätzen ist ebenfalls sehenswert.

### Sagen

#### Der He-he
Zwischen Wiesentheid und Geiselwind stehen auf einer Flur an der alten Straße auf Untersambacher Gemarkung mehrere Erlen. Dort befand sich früher ein See, um den sich eine Sage rankt. Ein Oberschwarzacher Bauer sah, als er nach Untersambach fuhr, einmal den sogenannten He-he, auf einem Pferd sitzend, aus dem See kommen. Er ritt bis zum Geesdorfer Grenzstein und blieb dann stehen. Da sah der Bauer, dass das Pferd des He-he keinen Kopf hatte.

#### Das unheimliche Feuer
Ein Untersambacher Bauer fuhr mit seinem Sohn in Richtung Untersambach. Er hatte Holz ins weiter entfernte Kitzingen gebracht und es war bereits dunkel geworden. Auf der Höhe der sogenannten Langengrunds-Wiesen sahen beide links im Wald eine helle Stelle. Der Bauer dachte, dass die Holzfäller ein kleines Lagerfeuer hatten niederbrennen lassen und wollte sich daran eine Pfeife anzünden. Dazu schickte er seinen Sohn zu der Stelle. Er sprach: „Geh nüber und tu mir ein wenig Tabakfeuer holn!“ Der Junge, dem der Schein suspekt war, weigerte sich, und der Bauer musste selbst gehen. Als er die Stelle erreichte, erkannte er einen Löwen und einen großen Lindwurm, die sich gegenübersaßen. Zwischen den Tieren funkelte ein Haufen Gold und sie spien beide Feuer darauf. Der Bauer rannte zurück zum Wagen und fuhr schnell davon.

## Bildung
Untersambach liegt im Sprengel der Nikolaus-Fey-Grundschule im Hauptort Wiesentheid. Die Untersambacher Schüler besuchen auch die Mittelschule in Wiesentheid. Weiterführende Schulen sind die Mädchenrealschule in Volkach und die Realschule in Dettelbach. Gymnasien gibt es in Münsterschwarzach (Egbert-Gymnasium), Volkach-Gaibach (Franken-Landschulheim Schloss Gaibach), Wiesentheid (Steigerwald-Landschulheim) und Kitzingen (Armin-Knab-Gymnasium).

## Persönlichkeiten
- Karl Spiegel (1863–1920), Lehrer und Märchensammler, unterrichtete zwischen 1898 und 1908 in Untersambach